# 王士祜
王士祜（1632年—1681年），字子侧，号东亭，又号古钵山人。山东新城县（今桓台县）人，清朝詩人。王士禄之弟，王士祯之兄。兄弟三人时号“三王”。

## 生平
王士祜自幼穎異，康熙九年（1670年）中進士，爲仕而卒。嘗游歷大江南北，詩篇頗多，由王士禎輯為《古缽山人遺集》。